# Illacme tobini
Illacme tobini é uma espécie de mil-pés descoberta em 2016, numa cova do Parque Nacional da Sequoia, em Califórnia. Tem 414 patas, 200 glândulas de veneno e quatro pênis.